# Star Wars, épisode IX : L'Ascension de Skywalker
Pour les articles homonymes, voir Star Wars, épisode IX : L'Ascension de Skywalker (homonymie).
Série Star Wars
Épisode VIII : Les Derniers Jedi
(2017)
Pour plus de détails, voir Fiche technique et Distribution.
Star Wars, épisode IX : L'Ascension de Skywalker (Star Wars: Episode IX – The Rise of Skywalker) est un film de science-fiction américain de type space opera coécrit et réalisé par J. J. Abrams, sorti en 2019.
Neuvième et dernier opus de la saga Star Wars, il fait suite à l'épisode VIII : Les Derniers Jedi. Colin Trevorrow était attaché à l'écriture et à la réalisation de ce film depuis 2015, jusqu'à son départ en septembre 2017. Lucasfilm a dès lors fait revenir le réalisateur du premier épisode de cette nouvelle trilogie. Ce neuvième et dernier épisode de la saga Skywalker est celui du combat final entre la Résistance et les Sith, emmenés par l'Empereur Sheev Palpatine qui a survécu après avoir été projeté dans un puits d'énergie de l'Étoile de la Mort par Dark Vador dans l'épisode VI. Rey, qui a poursuivi sa formation de Jedi auprès de Leia Organa, apprend qu'elle est la petite-fille de Sheev Palpatine, ce qui explique pourquoi la Force est si puissante en elle. À travers de nombreuses péripéties et son combat avec Kylo Ren, elle va devoir affronter l'Empereur et le vaincre pour ramener la paix dans la galaxie.
Ce neuvième opus est le troisième film de la troisième trilogie Star Wars planifiée et annoncée après l'acquisition de Lucasfilm par la Walt Disney Company en octobre 2012. Il clôt la saga Skywalker.
L'Ascension de Skywalker atteint le milliard de dollars de recettes mondiales à sa troisième semaine d'exploitation, il est ainsi le 32e plus gros succès du box-office mondial.[réf. nécessaire]

## Synopsis

### Présentation de l'univers
L'univers de Star Wars se déroule dans une galaxie qui est le théâtre d'affrontements entre les Chevaliers Jedi et les Seigneurs noirs des Sith, personnes sensibles à la Force, un champ énergétique mystérieux leur procurant des pouvoirs psychiques. Les Jedi maîtrisent le Côté lumineux de la Force, pouvoir bénéfique et défensif, pour maintenir la paix dans la galaxie. Les Sith utilisent le Côté obscur, pouvoir nuisible et destructeur, pour leurs usages personnels et pour dominer la galaxie.
Environ un an après la mort de Luke Skywalker, la Résistance tente de survivre face au Premier Ordre, désormais mené par un nouveau Suprême Leader, Kylo Ren. Une rumeur agite cependant toute la galaxie : l'Empereur Sheev Palpatine serait de retour. Tandis que Rey s'entraîne sous la houlette de la générale Leia Organa, Kylo Ren cherche à défier Sheev Palpatine, qu'il considère comme une menace à son pouvoir.

### Déroulement du synopsis
Kylo Ren, désormais à la tête du Premier Ordre, affronte des adorateurs de Vador avec ses troupes sur la planète Mustafar où se situe le château de son grand-père Dark Vador. Il récupère dans les ruines de leur campement une relique Sith, un Orienteur, qui lui permet de se rendre sur Exegol, la lointaine planète des Sith. Il y retrouve l'Empereur Palpatine affaibli, censé avoir été tué depuis plusieurs décennies après sa chute dans l'un des puits d'énergie de la seconde Étoile de la mort. Sheev Palpatine révèle avoir créé Snoke, l'ancien suprême leader du Premier Ordre et également préparé en secret la plus grande flotte de vaisseaux de toute la galaxie : 10 000 destroyers, capables chacun de détruire une planète. Son but est d'anéantir toute résistance pour de bon et de mettre en place le Dernier Ordre. Sheev Palpatine offre alors à Kylo cette immense flotte, avec laquelle il pourrait régner en maître incontesté sur la galaxie. En échange, le fils de Leia et Han Solo doit tuer Rey. Kylo Ren accepte et demande alors à Palpatine des explications sur les origines de la jeune femme.
Pendant ce temps, Finn, Poe Dameron, Chewbacca et R2-D2 sont à bord du Faucon Millenium sur la colonie du glacier de Sinta. Ils interrogent un informateur, Boolio, à propos de fuites au sein du Premier Ordre et celui-ci leur révèle l’existence d'un espion qui aurait des informations à propos de Sheev Palpatine. Les vaisseaux-chasseurs du Premier Ordre les ont suivis et les héros leur échappent de justesse, après avoir poussé le Faucon Millenium dans ses retranchements à la suite de plusieurs sauts rapprochés dans l'hyperespace (technique nommée « ricochets hyperspatiaux »).
Kylo Ren fait reforger son masque et appelle à ses côtés ses acolytes, les Chevaliers de Ren, pour traquer Rey. Il découvre l'existence de l'espion dans les rangs du Premier Ordre qui a fourni les informations à l'informateur rencontré par Finn, mais ne peut l'identifier avec précision. Il en informe le Conseil Suprême du Premier Ordre tout en apportant la tête de Boolio. Le général Pryde affirme son dévouement total au Suprême Leader au service de Palpatine, tandis que le général Hux semble dubitatif. Il leur ordonne d'écraser toute opposition, pendant que lui et ses chevaliers traqueront la pilleuse d'épaves.
La Résistance se cache sur une planète forestière tropicale du nom d'Ajan Kloss. Leia Organa poursuit la formation de Jedi de Rey et la pousse à entrer en contact avec les générations passées de Jedi à travers la Force, sans succès. Après avoir été perturbée par Kylo Ren en plein entraînement au maniement du sabre laser, la jeune femme reconnaît ses grandes difficultés face aux épreuves de Leia et ne s'estime pas digne de manier le sabre laser des Skywalker, qui a été réparé. Au même moment, le Faucon Millenium revient dans un piteux état. Après une dispute entre Rey et Poe (Rey ayant involontairement abîmé BB-8 et Poe étant responsable de l'état déplorable du Faucon), il est révélé qu'un message diffusé à travers toute la galaxie a été émis par Palpatine qui a en réalité échafaudé un plan pour permettre aux Sith de régner à nouveau sur la galaxie. Lorsque Exegol, la localisation de l'empereur, est abordée, Rey se rappelle d'un passage dans l'un des ouvrages qu'elle a rapportés d'Ahch-To et après une courte recherche, révèle aux autres l'existence des Orienteurs Sith qui pourraient la mener jusqu'à Palpatine, la piste menant à l'un d'eux ayant été suivie sans succès par Luke sur une planète désertique : Pasaana. Elle part à la recherche de la relique, accompagnée de Finn, Poe, Chewbacca et C-3PO tandis que R2-D2 reste auprès de Leia.
Sur Pasaana, Rey et ses amis trouvent des indigènes se livrant à une immense fête des ancêtres Akis-Akis, l'un d'entre eux offrant un collier à Rey. Kylo Ren rentre alors en contact avec Rey à travers la Force. Il lui signale ne pas vouloir la tuer, préférant renverser Palpatine et régner avec elle sur la galaxie. Leur connexion étant suffisamment forte, elle leur permet désormais d'interagir physiquement l'un avec l'autre. Kylo Ren s'empare alors du collier de Rey, lui permettant d'identifier sa position. Tandis que Rey revient à la réalité, un Stormtrooper reconnaît les fugitifs et les somme de se rendre. Ils sont sauvés de justesse par un homme masqué qui les invite à le suivre. Il s'agit de Lando Calrissian, qui avait notamment participé à la destruction de la seconde Étoile de la mort lors de la bataille d'Endor. Lando explique qu'il y a des années, lui et Luke ont traqué Ochi, un chasseur de Jedi détenant un artefact Sith permettant de trouver l'une des reliques. Mais il s'est volatilisé, laissant comme seule trace de son passage sur Pasaana son vaisseau. Rey et ses amis partent à la recherche de ce vaisseau. Les chevaliers de Ren retrouvent leur trace et lancent des Stormtroopers à leurs trousses. Le groupe de Rey parvient à les éliminer en arrivant à proximité du vaisseau abandonné mais se retrouvent pris dans des sables mouvants. En réchappant miraculeusement, en atterrissant dans des galeries souterraines, Rey et ses amis découvrent les restes du speeder d'Ochi et une étrange dague qui semble lui avoir appartenu. L'objet produit de sombres réminiscences chez Rey : elle se revoit, enfant, regardant un vaisseau s'éloigner vers le ciel et la laissant seule sur le sable de Jakku. Elle reconnaît alors le vaisseau d'Ochi. Une inscription en langue Sith figure sur la dague et doit révéler où est la relique menant à Palpatine. C-3PO est le seul capable de la déchiffrer, mais ne peut révéler à ses amis ce qui est inscrit sur la dague : sa programmation lui interdit de traduire le langage Sith. Une dispute éclate entre le droïde et Poe Dameron, rapidement interrompue par un gigantesque serpent vraisemblablement auteur des galeries ainsi que de la mort du chasseur. Alors que tous pointent leurs armes sur l'animal, Rey s'interpose et approche lentement après avoir repéré une blessure sur le corps de la bête. Elle appose sa main sur l'écorchure et celle-ci se met à guérir en un instant. Reconnaissant, le serpent repart pacifiquement après avoir « révélé » une sortie. Chewbacca range la dague dans son sac.
Après s'être échappés de la grotte, Finn et Poe décident de quitter Pasaana à bord du vaisseau d'Ochi plutôt que de retourner au Faucon Millenium, sûrement déjà aux mains du Premier Ordre. Rey sent alors la présence de Kylo Ren, qui fonce peu après sur elle à bord de son chasseur. Rey parvient à en endommager une aile d'un coup de sabre laser, l'amenant à s'écraser dans le sable. Chewbacca est alors envoyé par Finn chercher Rey. Séparé du reste du groupe, le Wookiee est capturé par les chevaliers de Ren, qui l'embarquent dans l'un des vaisseaux de transport de prisonniers. Finn assiste à la scène et prévient Rey en pointant l'un des vaisseaux décollant. Prise de panique, Rey utilise la Force pour stopper le vaisseau et le forcer à atterrir. Mais il se retrouve balloté entre Rey et Kylo Ren qui utilise également la Force pour la contrer. Frustrée par son impuissance, elle finit par perdre son sang-froid et se laisse envahir par la haine : une vague d'éclairs de Force jaillit alors de sa main, touchant le vaisseau et le faisant exploser. Bouleversée, Rey pense avoir tué Chewbacca sans le vouloir et rejoint ses amis à bord du vaisseau du chasseur. Affligés par la perte de leur ami ainsi que de la dague, ils reprennent espoir quand C-3PO révèle que l'inscription de la dague est toujours stockée dans sa mémoire.
L'équipe se rend alors sur la planète Kijimi pour reprogrammer le droïde de protocole et accéder à la traduction. Le Premier Ordre procède sur cette planète à des contrôles violents et systématiques de toutes les habitations. Le groupe de Rey est intercepté par Zorii Bliss, une vieille amie de Poe qui leur apprend que ce dernier était autrefois un trafiquant d'épices. Après une altercation, Bliss les mène finalement à Babu Frik, un réparateur de droïdes qui leur confirme que le seul moyen de lire l'inscription en langue Sith sur la dague est de totalement reprogrammer C-3PO. Celui-ci accepte de sacrifier sa mémoire pour le bien de la cause. Le message de C-3PO révèle la localisation de l'Orienteur : Kef Bir, une des lunes du système Endor, où s'est déroulée la bataille finale contre l'Empire galactique.
Pendant ce temps, Chewbacca, ayant été en réalité transporté dans un autre vaisseau que celui détruit par Rey, est conduit pour interrogatoire sur le destroyer de Kylo Ren, en orbite autour de Kijimi. En voyant ce dernier, Rey ressent la présence de Chewbacca à son bord à travers la Force. Comprenant qu'il est en vie, elle rassemble ses amis pour aller le secourir. Avec l'aide de Zorii, ils infiltrent le destroyer mais sont rapidement repérés par les Stormtroopers. Finn et Poe sauvent Chewbacca, mais tous trois finissent par être capturés par de nombreux Stormtroopers.
Rey, partie à la recherche de la dague, parvient dans une salle où se trouvent les affaires du Wookie dont l'artefact Sith et y découvre également une autre relique : le masque carbonisé de Dark Vador. Kylo Ren, qui la traque sur Kijimi, refait irruption dans son esprit. Le conflit qui les sépare les amène à se combattre à distance au sabre laser. Durant leur lutte, ils brisent le socle sur lequel repose le masque de Vador. Kylo Ren comprend alors que Rey est à bord de son destroyer. Il la rejoint ensuite sur le vaisseau et révèle à la jeune femme ses véritables origines : Rey est en fait la petite-fille de l'Empereur Palpatine. Ses parents l'avaient cachée de celui-ci dès son plus jeune âge pour la protéger. Palpatine avait chargé Ochi de lui ramener Rey mais celui-ci n'avait trouvé que les parents de la jeune fille. Ils furent tués pour avoir refusé d'avouer où était l'enfant.
Pendant ce temps, Finn, Poe et Chewbacca sont en passe d'être exécutés par des Stormtroopers sous la surveillance du général Hux. Celui-ci demande l'arme d'un de ses soldats afin de les exécuter lui-même. Au lieu de cela, sitôt muni du blaster, Hux tue les Stormtroopers, révélant être l'espion au sein du Premier Ordre. Quand Finn lui demande pourquoi il fait ça, Hux explique souhaiter coûte que coûte voir Kylo Ren vaincu. Il leur restitue le Faucon et demande à Finn de lui tirer dessus pour se couvrir. Rey parvient également à s'enfuir, lorsque le Faucon Millenium met les gaz devant l'entrée du hangar, offrant une fenêtre de quelques secondes à la jeune Jedi. Après la fuite des résistants, Hux est vite démasqué par le général allégeant Pryde, qui l’exécute d'un tir de blaster.
Le groupe se rend ensuite sur Kef Bir où se trouve l'Orienteur menant à Palpatine. Après un atterrissage chaotique avec le Faucon Millenium, Rey et ses amis découvrent sur la planète les débris de la seconde Étoile de la mort. Au même moment, ils sont abordés par Jannah et sa communauté d'anciens Stormtroopers déserteurs installés sur la lune. Rey utilise une pièce mobile cachée dans la poignée de la dague pour repérer l'endroit où se situe la relique. Jannah explique qu'il faut attendre le lendemain pour traverser la mer déchaînée qui les sépare des restes de la base spatiale. Impatiente, Rey décide de partir seule. Jannah et Finn, conscients qu'elle se met en danger, se lancent à sa poursuite.
Parmi les débris de la station de combat, Rey trouve l'ancienne salle du trône où siégeait autrefois Palpatine, lorsqu'il dirigeait encore l'Empire galactique. Une étrange salle adjacente renferme l'Orienteur menant à la planète de l'Empereur. Rey s'en saisit, mais un phénomène étrange se produit : elle fait alors face à un double d'elle-même, une version obscure munie d'un sabre laser à double lame rouges. Rey l'affronte pendant quelques secondes puis parvient à quitter la pièce et à arrêter cette vision, mais elle tombe sur Kylo Ren. Celui-ci lui demande à nouveau de le rejoindre pour vaincre Palpatine. La jeune femme entend plutôt aller tuer Palpatine elle-même pour enfin apporter la paix dans la galaxie et venger la mort de ses parents. Kylo détruit cependant l'Orienteur qui lui aurait permis de se rendre sur Exegol, faisant de lui-même le seul moyen pour Rey de trouver Palpatine. Folle de rage, la jeune Jedi se lance à l'assaut de Ren, l'affrontant à nouveau au sabre laser. Depuis le quartier général de la Résistance, Leia ressent un bouleversement dans la Force dû à l'affrontement entre son fils et son apprentie. Comprenant que le seul moyen de ramener son fils du côté lumineux de la Force est de le contacter, elle se plonge en transe afin de l'atteindre à travers la Force, usant pour cela de toute l'énergie qui lui reste. Le bouleversement ressenti par Kylo Ren lorsque la voix de sa mère résonne dans son esprit le déstabilise et lui fait lâcher son sabre, et Rey en profite pour s'en emparer et le transpercer avec. Elle ressent alors le sacrifice de Leia pour ramener son fils Ben vers le côté lumineux de la Force et s’effondre. La générale s'éteint sous les yeux de R2-D2, suscitant alors une vive émotion chez tous les membres de la Résistance. Rey et Kylo Ren sentent sa mort à travers la Force. La première, dévastée, se sert de la Force pour faire cicatriser la blessure du second et lui sauver la vie. Elle décide alors de retourner précipitamment sur Ahch-To, là où Luke Skywalker vivait reclus, afin de suivre son exemple.
Soumis au conflit en lui, Kylo Ren s'imagine discuter avec son père, le contrebandier Han Solo, qui le persuade de ne plus suivre la voie du côté obscur. Résigné, il jette son sabre laser dans l'océan et redevient Ben Solo. De son côté, Palpatine ressent dans la Force la mort de Leia et le basculement de Kylo Ren vers le côté lumineux, et ordonne au général Pryde de détruire la planète Kijimi pour semer la terreur et rétablir la puissance de l'Empire, instaurant le Dernier Ordre.
Finn, Poe et Chewbacca rentrent au quartier général de la Résistance et apprennent du commandant D'Acy que Leia est morte. Chewbacca est abattu par cette nouvelle. Sur Ahch-To, Rey est en proie à une profonde tristesse. Elle brûle le chasseur de Kylo Ren et lance le sabre laser de Luke dans les flammes, mais une main fantomatique sort de l'épave fumante et rattrape l'arme au vol. Le fantôme de Luke Skywalker, venu réconforter Rey, lui explique que Leia et lui avaient toujours su qu'elle appartenait à la famille de l'empereur Palpatine. Leia avait toutefois senti en Rey une âme dotée d'un grand cœur. Luke explique que mille générations de Jedi vivent en Rey et qu'il lui appartient d'éliminer Palpatine une bonne fois pour toutes. Remotivée, la jeune femme se demande cependant comment elle va quitter Ahch-To et atteindre Exegol, sans vaisseau et sans Orienteur. Le fantôme de Luke lui répond qu'elle a tout ce qu'il lui faut : il utilise la Force pour sortir son ancien X-wing des profondeurs de la mer et lui fait également don du sabre laser de Leia. Rey fouille dans les restes du chasseur de Kylo Ren et trouve une cache hermétique où était dissimulé l'Orienteur.
Depuis leur base, les résistants captent le signal du X-wing de Luke et devinent que Rey est à ses commandes. Ils n'ont plus qu'à le suivre pour découvrir la localisation exacte d'Exegol. R2-D2 retrouve C-3PO et réalise qu'il a perdu la mémoire. Heureusement, le petit droïde avait effectué des sauvegardes régulières de la mémoire de son ami et les lui transfère. Selon le souhait de Leia, Poe Dameron est nommé général, et confère en cette qualité le même grade à Finn. Ensemble, ils entendent suivre Rey jusqu'à Exegol et détruire l'imposante flotte de Palpatine. Lando Calrissian, résolu à leur venir en aide, reprend, aux côtés de Chewbacca, les commandes de son ancien vaisseau, le Faucon Millenium. Celui-ci est envoyé vers les mondes du Noyau afin de recruter le plus de renfort possible pendant que le reste de la flotte fait route vers la planète secrète des Sith.
Là-bas, Rey pénètre dans le sinistre temple de Palpatine. Toujours affaibli et incapable de se déplacer par lui-même, ce dernier confirme sa véritable identité : Rey est bel et bien sa petite-fille. Sa destinée est de prendre sa place sur le trône de l'Empire en tant qu'impératrice. L'immense salle s'éclaire et révèle des milliers d'adorateurs, dévoués à Palpatine. Il ordonne à sa petite-fille de le tuer afin que son esprit et la force des Sith lui soient transférés. Ben Solo arrive à son tour sur Exegol et tente de retrouver Rey. Il tombe sur les chevaliers de Ren, qu'il affronte désarmé. Rey sent alors sa présence et, faisant mine d'exécuter la volonté de son aïeul, lui fait parvenir le sabre laser de Luke à travers leur connexion astrale. Ben s'en saisit et tue les chevaliers de Ren, tenant alors à retrouver Rey au plus vite.
Les vaisseaux de la Résistance défient la flotte dirigée par le général Pryde. Leur objectif est d'empêcher Palpatine d'envoyer sa flotte à travers la galaxie. Poe et Finn imaginent un plan : détruire la tour de contrôle qui émet un signal de guidage à la flotte Sith. Ils envoient également un signal de détresse à travers toute la galaxie, dans l'espoir que de nombreux alliés leur viennent en aide. Cependant, le général Pryde comprend leur plan et transfère le signal de la tour vers le vaisseau amiral. Finn et Jannah décident alors de détruire ce dernier. Mais la flotte du Dernier Ordre, illimitée, est presque invincible. Les vaisseaux de la Résistance tombent un à un et les pilotes s'en remettent à Poe quant à la marche à suivre. Le général de la Résistance, désemparé, s'avoue presque vaincu lorsqu'une gigantesque flotte alliée sort soudain de l'hyperespace, menée par le Faucon Millenium et d'anciens alliés comme Wedge Antilles.
Voyant la flotte de la Résistance en perdition, Rey semble se trouver sur le point de se soumettre à la volonté de Palpatine et de procéder à son sacrifice rituel. Ben arrive heureusement à ses côtés pour défier l'Empereur. Celui-ci, nullement perturbé de les voir ainsi réunis, utilise ses pouvoirs pour les tuer mais absorbe accidentellement leur force vitale. Cela lui rend sa forme originelle et lui restitue tous ses pouvoirs. Rey et Ben sont balayés par la puissance de Palpatine, qui foudroie le ciel de ses éclairs afin de paralyser tous les vaisseaux de la Résistance. L'Empereur montre à Rey que ses amis vont mourir à cause d'elle, parce qu'elle n'a pas le cran d'accomplir son destin. Voulant éliminer « le dernier des Skywalker », il propulse alors Ben dans les profondeurs du temple, juste après que ce dernier s'est relevé. Rey, allongée au sol, déboussolée et affaiblie, entend alors les voix de nombreux Jedi défunts résonner en elle, lui rappelant qu'elle détient le savoir de plusieurs générations de Jedi : Yoda, Obi-Wan Kenobi, Qui-Gon Jinn, Mace Windu, Anakin et Luke Skywalker, Ahsoka Tano, Kanan Jarrus, Aayla Secura, Luminara Unduli, Adi Gallia mais également Leia Organa. Elle fait alors face à l'empereur Palpatine pour le défier. Celui-ci dirige ses éclairs sur elle, qu'elle repousse avec le sabre de Leia. Sarcastique, Palpatine lui annonce détenir la puissance de tous les Sith l'ayant précédé. Rey, déterminée, lui répond que, elle, a celle de tous les Jedi en elle. Elle use de la Force pour attraper le sabre laser de Luke et l'utiliser avec celui de Leia pour contrer les éclairs de l'Empereur, les sabres en croix. Elle parvient alors à approcher peu à peu Palpatine et retourner les éclairs contre lui. Il est alors terrassé par sa propre puissance. Une immense explosion se produit, détruisant tout aux alentours. Rey s'effondre également, cet immense effort lui coûtant la vie.
Au même moment, Finn et Jannah font alors exploser le destroyer amiral, éliminant le général Pryde par la même occasion. Les autres destroyers ne peuvent alors plus naviguer et sont détruits un à un par les vaisseaux résistants, signant la victoire finale de la Résistance sur le Dernier Ordre. D'autres destroyers présents sur d'autres planètes dans la galaxie telles que Bespin, Jakku et la lune forestière d'Endor tombent eux aussi, marquant la chute du Premier Ordre.
Dans le temple de Palpatine, Ben Solo est toujours vivant et retrouve Rey, sans vie, allongée sur le sol. Bouleversé, il la prend dans ses bras et comprend que l'explosion qui a tué Palpatine a eu raison d'elle. Il utilise alors son énergie pour la ramener à la vie. Rey réalise qu'elle est en vie grâce à Ben et l'embrasse. Malheureusement, Ben Solo ne survit pas et meurt en paix. Son corps disparaît dans la Force tout comme celui de Leia à l'autre bout de la galaxie, qui disparaît sous les yeux de Maz Kanata.
De retour sur leur planète, les membres de la Résistance fêtent leur victoire. Chewbacca reçoit de Maz la médaille que Han Solo avait reçue après la bataille de Yavin, que Leia avait gardée avec elle avant de mourir. Rey, avec BB-8, se rend ensuite sur Tatooine, dans la maison où Luke a grandi avec son oncle Owen et sa tante Beru. Elle enterre ensemble les sabres laser de Luke et Leia dans le sable. En ayant construit un autre quelque temps avant à partir de son bâton de combat, Rey brandit son sabre laser à lame jaune. Une vieille femme passant à proximité de la ferme des Lars lui dit que cela faisait longtemps que personne n'était venu ici et lui demande comment elle s'appelle. La jeune femme répond qu'elle se nomme Rey. La vieille femme lui demande quel est son nom de famille. Alors qu'elle aperçoit au loin les spectres de Luke et Leia qui lui sourient, la Jedi se retourne vers la vieille femme et lui répond qu'elle s'appelle « Rey Skywalker ». Rey et BB-8 observent ensuite le lever de soleils jumeaux de Tatooine.

## Fiche technique
Sauf indication contraire, les informations mentionnées dans cette section peuvent être confirmées par les bases de données cinématographiques IMDb et Allociné,  présentes dans la section « Liens externes ».
- Titre original : Star Wars: Episode IX – The Rise of Skywalker
- Titre français : Star Wars, épisode IX : L'Ascension de Skywalker
- Titre québécois : Star Wars : L'Ascension de Skywalker
- Réalisation : J. J. Abrams
- Scénario : J. J. Abrams et Chris Terrio[3], d'après une histoire de J. J. Abrams, Derek Connolly, Chris Terrio et Colin Trevorrow[4], d'après les personnages créés par George Lucas
- Musique : John Williams
- Direction artistique : Jim Barr, Richard Campling, Claire Fleming, Lydia Fry, Liam Georgensen, Patrick Harris, Paul Inglis, Samy Keilani, Ashley Lamont, Daniel Nussbaumer, Oliver Roberts, Phil Sims, Mike Stallion, Oli van der Vijver, Chris Voy et Matt Wynne
- Décors : Rick Carter et Kevin Jenkins[5]
- Costumes : Michael Kaplan[5]
- Photographie : Dan Mindel[5]
- Son : David Acord, Tom Lalley, Andy Nelson, Christopher Scarabosio, Luke Schwarzweller
- Montage : Maryann Brandon et Stefan Grube[5]
- Production : J. J. Abrams, Kathleen Kennedy et Michelle Rejwan
  - Production déléguée : Tommy Gormley, Callum Greene et Jason McGatlin
  - Production associée : Nour Dardari
  - Coproduction : Pippa Anderson, Candice Campos et Chris Furia
- Sociétés de production : Lucasfilm, Bad Robot et Walt Disney Pictures[3], réalisé avec le soutien de British Film Commission
- Société de distribution : Walt Disney Studios Motion Pictures
- Budget : 275 millions de $[6],[7]
- Pays de production :  États-Unis
- Langue originale : anglais
- Format : couleur - 35 mm - 2,39:1 (CinemaScope - Panavision) - son DTS (DTS: X) | Dolby Atmos | Auro 11.1 (Auro-3D) | Dolby Digital | IMAX 6-pistes | Dolby Surround 7.1 | Sonics-DDP | Son digital 12-pistes
- Genres : science-fiction, action, aventures, fantastique, space opera
- Durée : 141 minutes
- Dates de sortie[8] :
  - États-Unis : 16 décembre 2019 (première mondiale à Los Angeles)[9],[10] ; 20 décembre 2019 (sortie nationale) ; 4 mai 2020 (sortie en VOD)
  - France, Belgique, Suisse romande : 18 décembre 2019[11],[12]
  - Québec : 20 décembre 2019 (sortie nationale) ; 4 mai 2020 (sortie sur Disney+)[13]
- Classification :
  - États-Unis : accord parental recommandé, film déconseillé aux moins de 13 ans (PG-13 - Parents Strongly Cautioned)[note 3]
  - France : tous publics[14]
  - Belgique : tous publics (Alle Leeftijden)[11]
  - Suisse romande : interdit aux moins de 12 ans[15]
  - Québec : tous publics - déconseillé aux jeunes enfants (G - General Rating)[13]

## Distribution
Sauf indication contraire, les informations mentionnées dans cette section peuvent être confirmées par la base de données cinématographiques IMDb,  présente dans la section « Liens externes ».
- Daisy Ridley (VF : Jessica Monceau ; VQ : Catherine Brunet) : Rey[5]
- Adam Driver (VF : Valentin Merlet ; VQ : Christian Perrault) : Kylo Ren / Ben Solo[5]
- John Boyega (VF et VQ : Diouc Koma) : Finn[5]
- Oscar Isaac (VF : Benjamin Penamaria ; VQ : Patrice Dubois) : Poe Dameron[5]
- Ian McDiarmid[16] (VF : Georges Claisse ; VQ : Yves Corbeil) : Sheev Palpatine / Dark Sidious
- Kelly Marie Tran (VF : Kelly Marot ; VQ : Geneviève Bédard) : Rose Tico[5]
- Billy Dee Williams (VF : Pierre Forest ; VQ : Jean-François Blanchard) : Lando Calrissian[5]
- Joonas Suotamo : Chewbacca[5]
- Anthony Daniels (VF : Jean-Claude Donda ; VQ : François Sasseville) : C-3PO
- Carrie Fisher (†) (VF : Béatrice Delfe ; VQ : Anne Caron) : générale Leia Organa[note 4],[5]
- Mark Hamill (VF : Bernard Lanneau ; VQ : Tristan Harvey) : Luke Skywalker[5] / Boolio (voix)[17]
- Hassan Taj et Lee Towersey : R2-D2
- Brian Herring : BB-8[18]
- J. J. Abrams : D-O (voix)
- Domhnall Gleeson (VF : Jean-Pierre Michaël ; VQ : Alexis Lefebvre) : général Armitage Hux[5]
- Lupita Nyong'o (VF : Marie Tirmont ; VQ : Catherine Hamann) : Maz Kanata[5]
- Billie Lourd (VF : Dorothée Pousséo) : Kaydel Ko Connix[5] / Leia Organa jeune[19]
- Mike Quinn : Nien Nunb
- Naomi Ackie[5] (VF : Claire Beaudoin ; VQ : Cynthia Trudel) : Jannah
- Richard E. Grant[5] (VF : Fabien Jacquelin ; VQ : François Trudel)[note 5] : général allégeant Enric Pryde[20]
- Keri Russell (VF : Pascale Chemin ; VQ : Rose-Maïté Erkoreka) : Zorii Bliss[20]
- Nick Kellington : Klaud[21]
- Dominic Monaghan[22] (VF : Vincent Ropion) : Beaumont Kin
- Greg Grunberg (VF : Jérémie Bédrune) : Temmin « Snap » Wexley[23]
- Vinette Robinson : Tyce
- Warwick Davis[24] : Wicket l'Ewok (caméo)
- Jeff Garlin[25] : Junn Gobint (caméo non crédité)
- Richard Bremmer : un officier du Premier Ordre
- Indra Ové : un officier du Premier Ordre
- Josef Altin : Vanik, un pilote
- Dhani Harrison : FN-0878[26]
- Nigel Godrich : FN-2802[26]
- Ann Firbank : la vieille dame sur Tatooine
- Debra Wilson : Nambi Ghima (voix) : Babu Frik (voix)
- Matthew Wood : Cai Threnalli (voix)
- Paul Kasey : Cai Threnalli
- Harrison Ford (VF : Richard Darbois) : Han Solo[27] (non crédité)
- Denis Lawson : Wedge Antilles[27]
- Jodie Comer (VF : Camille Gondard) : Miramir Dirah-Palpatine, la mère de Rey[27]
- Billy Howle (VF : Martin Faliu) : Dathan Palpatine, le père de Rey[27]
- Chris Terrio : Colonel Aftab Ackbar[28] (caméo vocal)
- Frank Oz (VF : Daniel Kenigsberg) : Yoda (caméo vocal)
- Ewan McGregor (VF : Bruno Choël) : Obi-Wan Kenobi, jeune (caméo vocal)
- Alec Guinness (†) (VF : Bruno Choël) : Obi-Wan Kenobi, âgé (caméo vocal)
- Liam Neeson (VF : Samuel Labarthe) : Qui-Gon Jinn (caméo vocal)
- Samuel L. Jackson (VF : Jacques Martial) : Mace Windu (caméo vocal)
- Hayden Christensen (VF : Emmanuel Garijo) : Anakin Skywalker (caméo vocal)
- Ashley Eckstein (VF : Olivia Luccioni) : Ahsoka Tano (caméo vocal)
- Freddie Prinze Jr. : Kanan Jarrus (caméo vocal)
- Jennifer Hale : Aayla Secura (caméo vocal)
- Olivia d'Abo : Luminara Unduli (caméo vocal)
- Angelique Perrin : Adi Gallia (caméo vocal)
- James Earl Jones (VF : Philippe Catoire) : Dark Vador (caméo vocal)
- Andy Serkis (VF : Féodor Atkine) : Snoke (caméo vocal)
- John Williams : Oma Tres[note 6], le gérant du bar sur la planète Kijimi[27]
- Lin-Manuel Miranda : un résistant[27] (caméo non crédité)
- Liam Cook : Ochi de Bestoon (caméo)[29]

Photos des acteurs principaux.
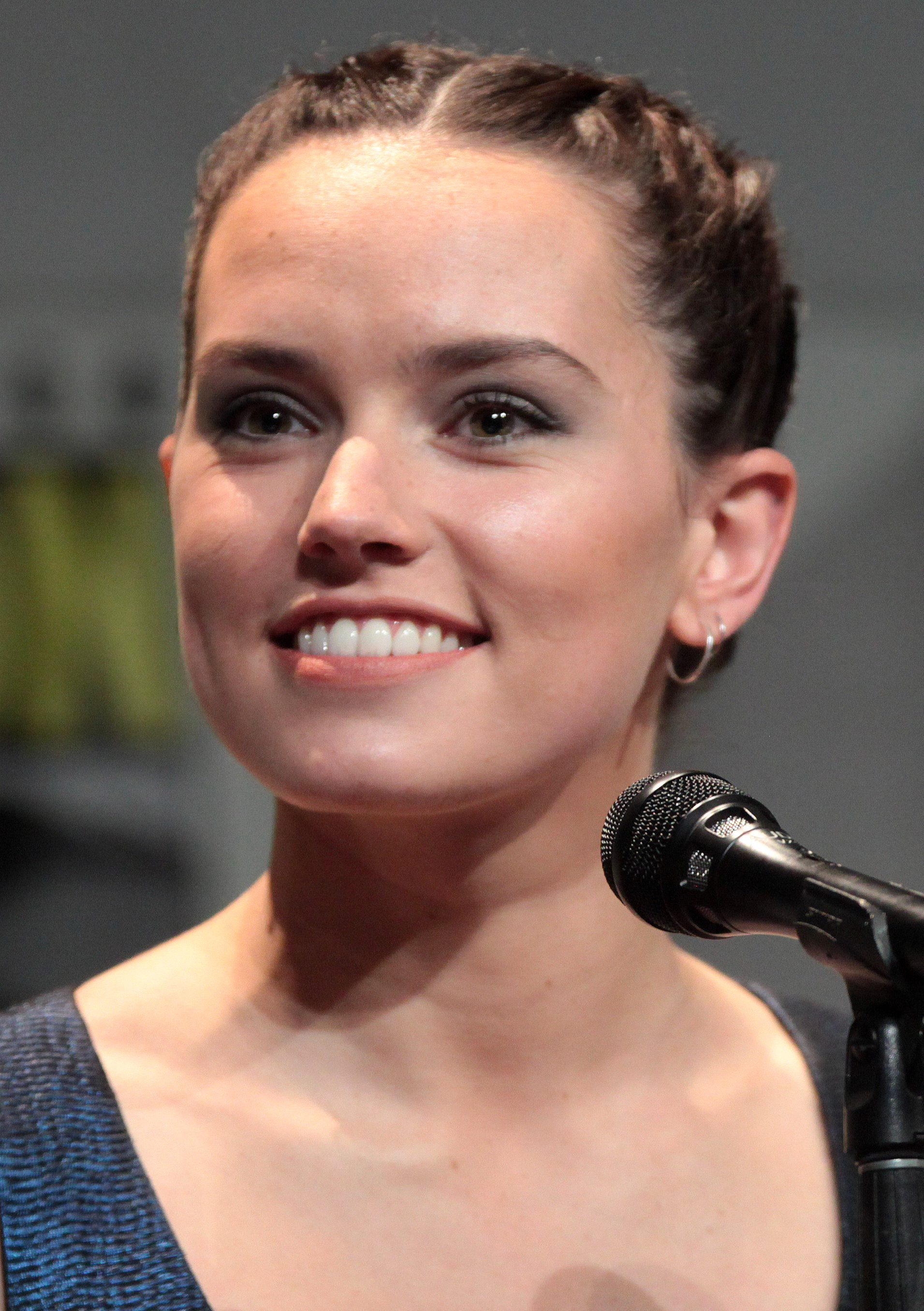
Daisy Ridley en 2015.
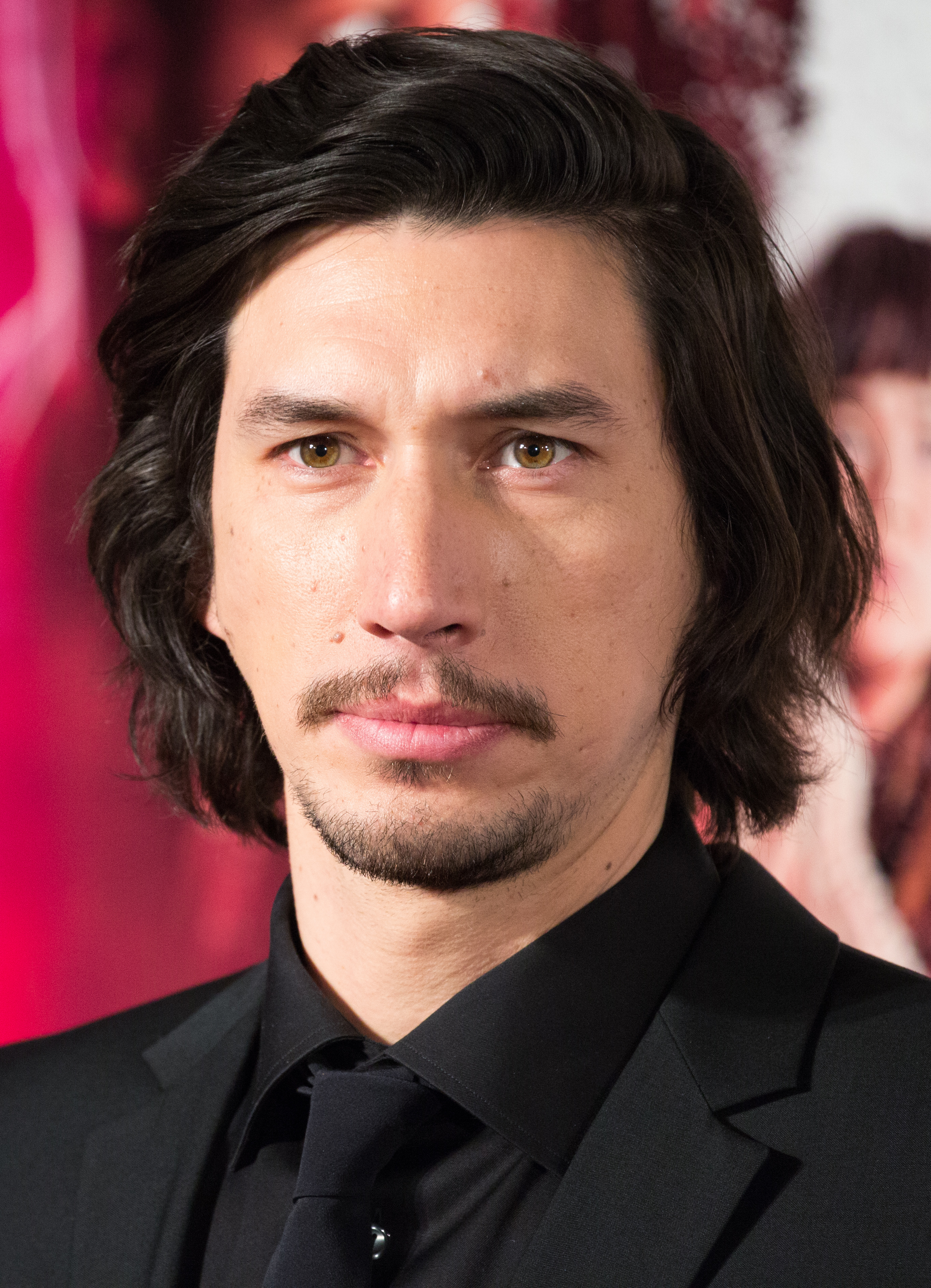
Adam Driver en 2017.
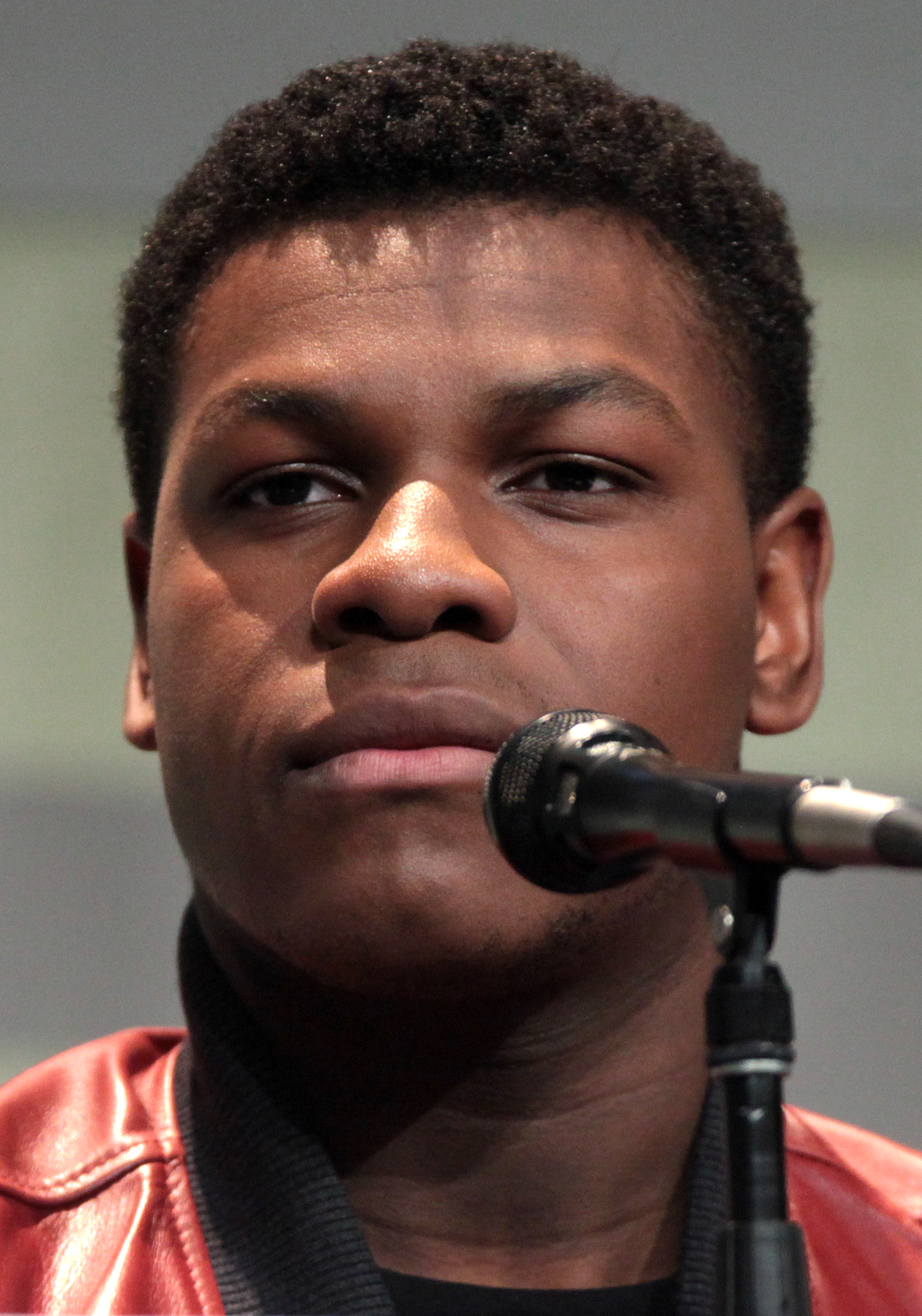
John Boyega en 2015.
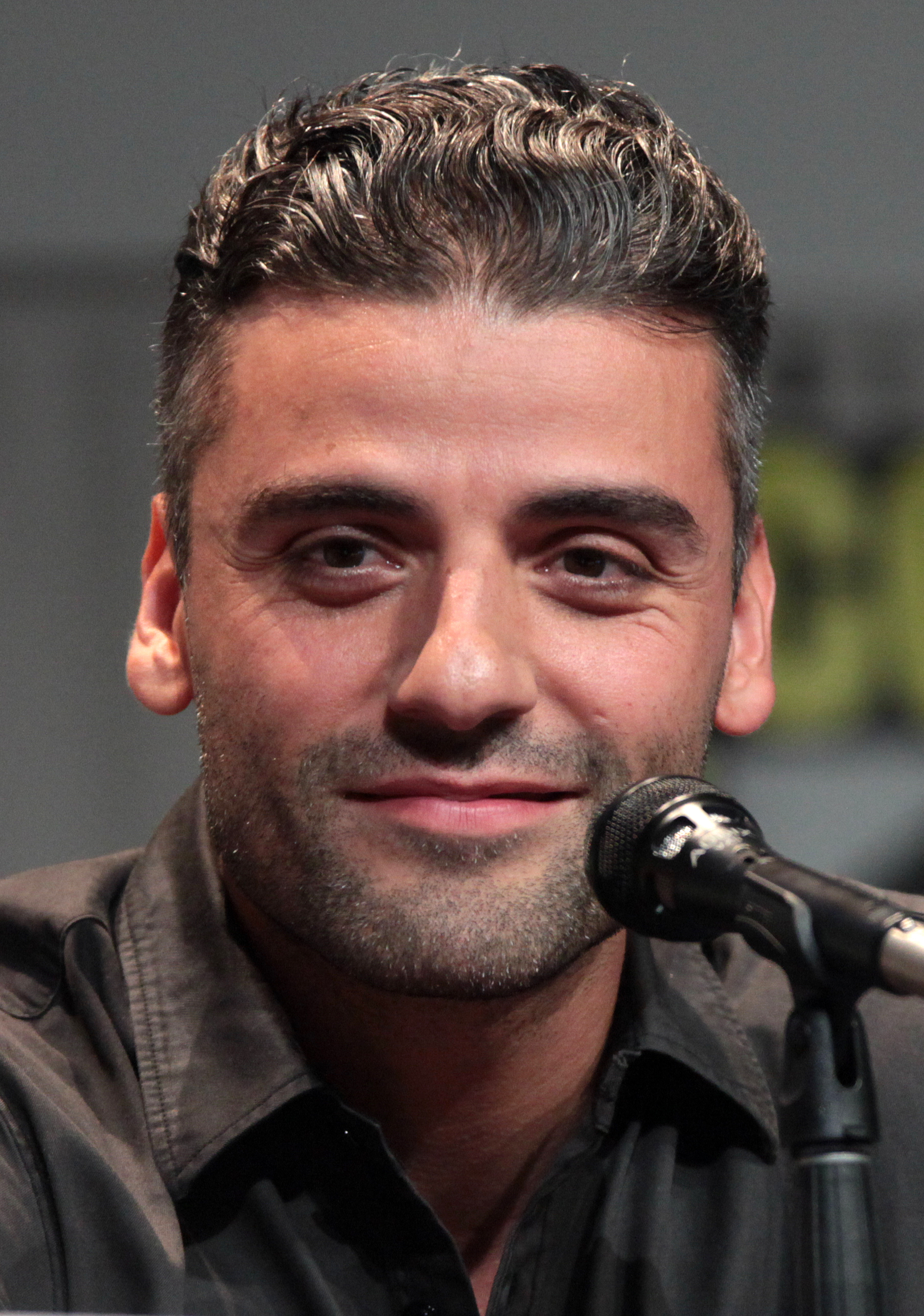
Oscar Isaac en 2015.
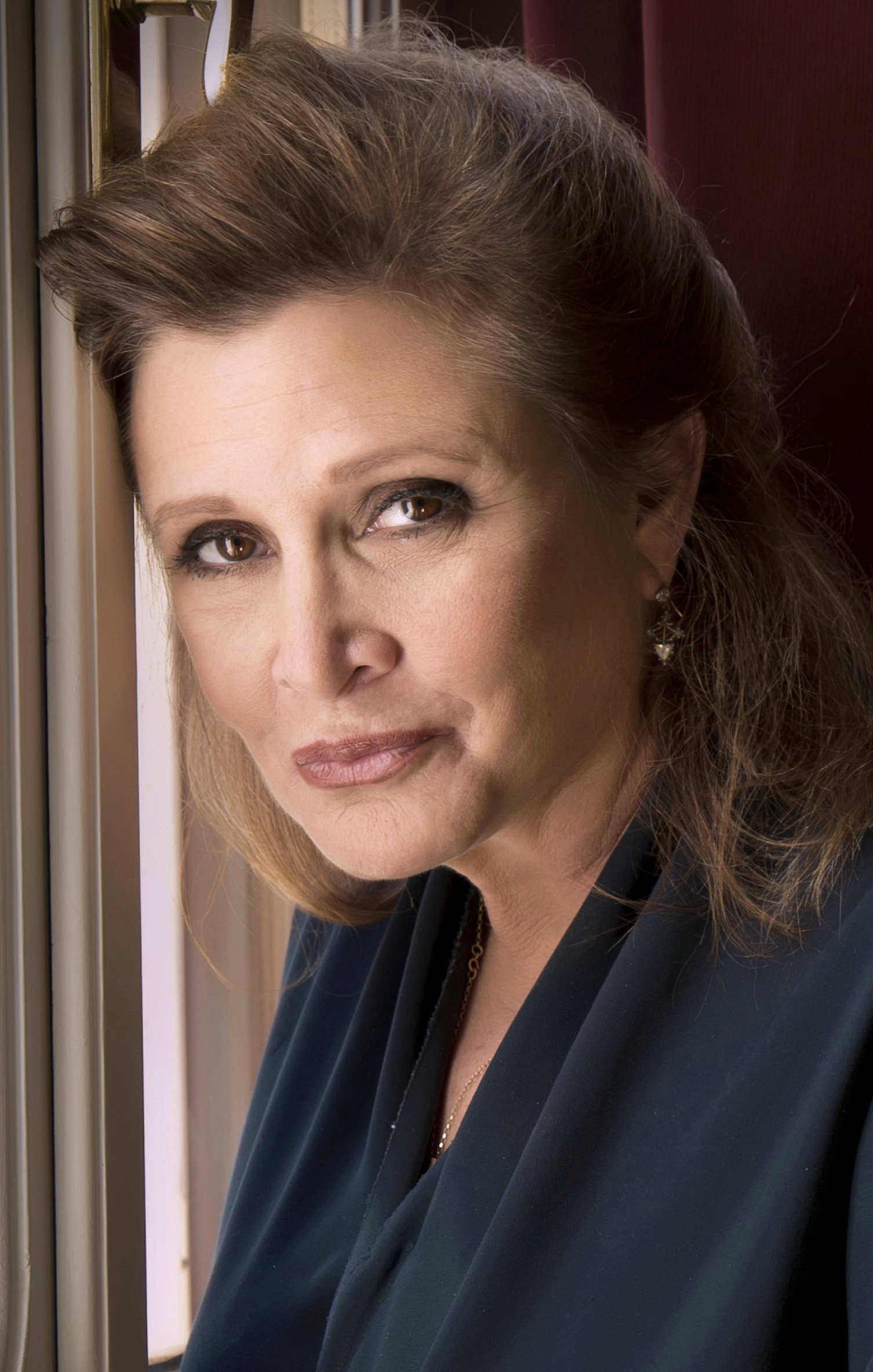
Carrie Fisher en 2013.
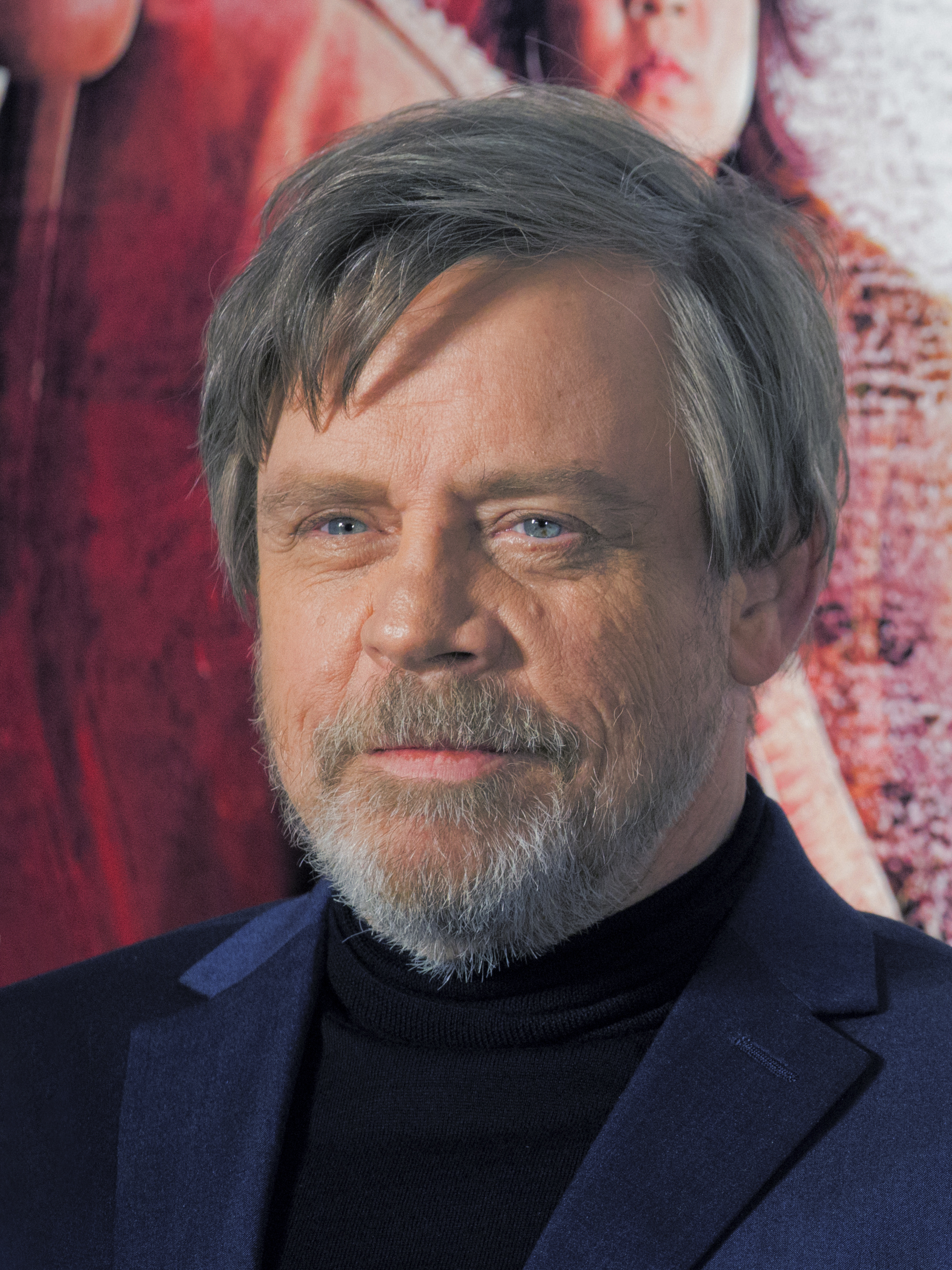
Mark Hamill en 2017.
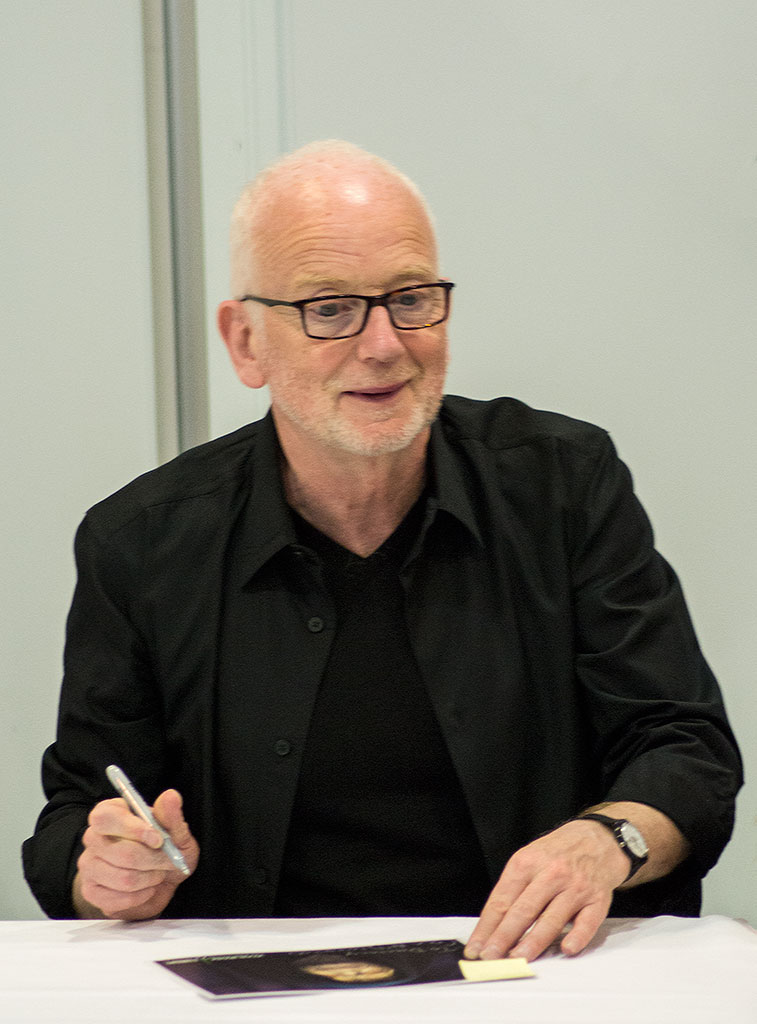
Ian McDiarmid en 2013.
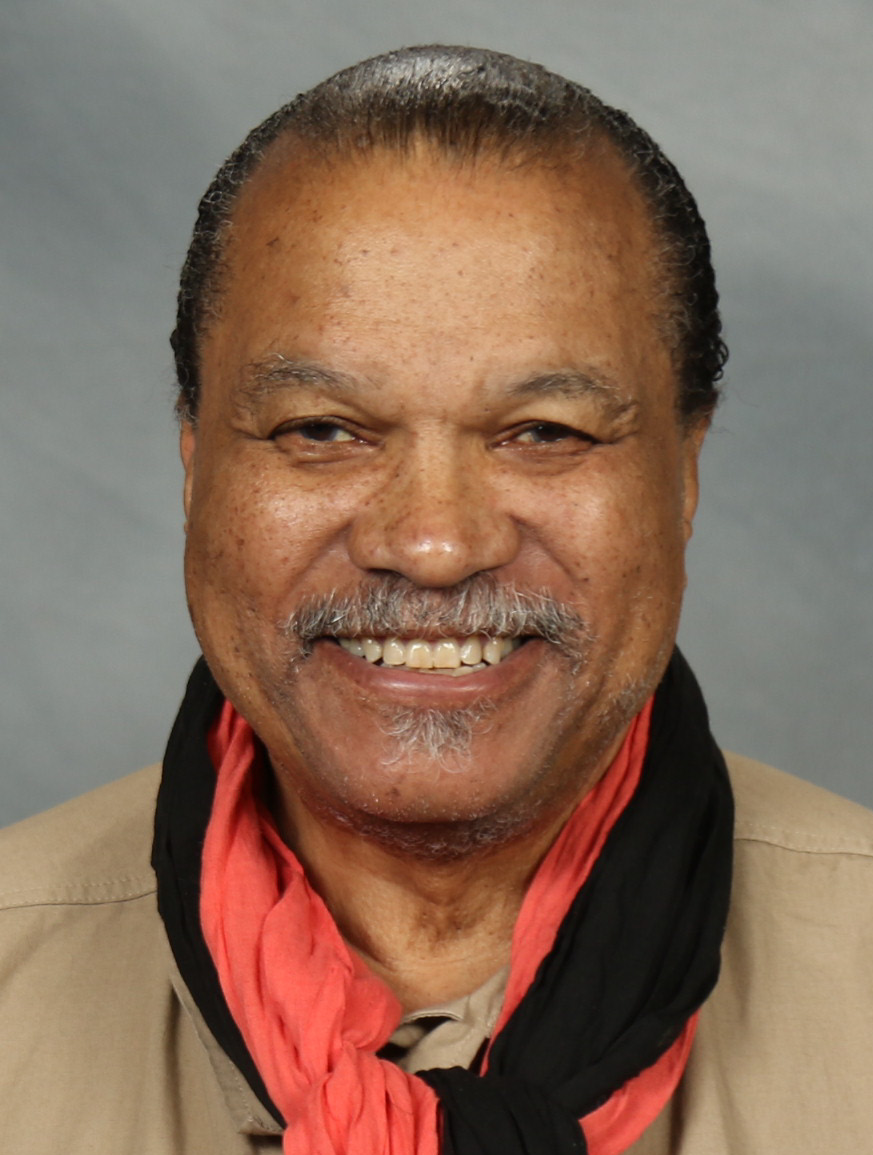
Billy Dee Williams en 2016.

Version française réalisée par la société de doublage Dubbing Brothers, avec des dialogues de Thomas Murat sous la direction artistique de Edgar Givry
 Source et légende : version française (VF) sur RS Doublage, Allodoublage et carton de doublage ; version québécoise (VQ) sur Doublage Québec et carton de doublage.

## Production

### Développement

#### Projet initial abandonné

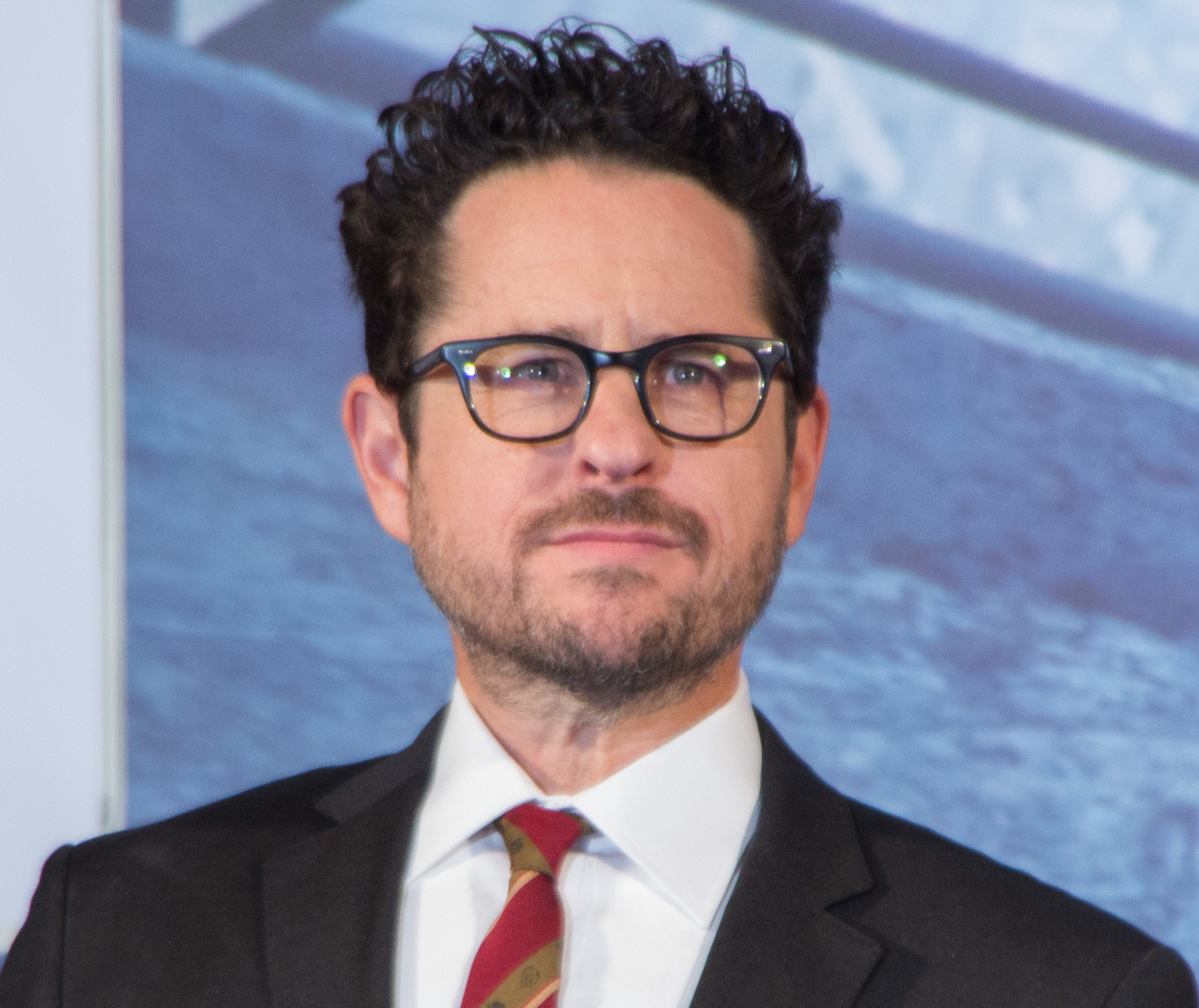
J. J. Abrams, déjà à l’œuvre sur Le Réveil de la Force, revient conclure la trilogie qu'il a amorcée en 2015.

Le 30 octobre 2012, la Walt Disney Company révèle avoir acheté la compagnie Lucasfilm pour 4,05 milliards de dollars et annonce la production d'une nouvelle trilogie.
Le synopsis initial situait l'histoire après Star Wars, épisode VIII : Les Derniers Jedi : la guerre entre la Résistance et le Premier Ordre continue, jusqu'à culminer par une bataille finale sur Coruscant, l'ancienne capitale de la galaxie.
Le 5 septembre 2017, Lucasfilm annonce que Colin Trevorrow, attaché à la réalisation du film depuis 2015, quitte le projet pour « différends créatifs ». Il a été confirmé que les tensions sont apparues après l'arrivée en août 2017 de Jack Thorne pour la réécriture du script de Trevorrow originellement intitulé Star Wars: Episode IX – Duel of the Fates. Ce départ n'est cependant pas lié à la déception critique de The Book of Henry (2017), le dernier film en date du réalisateur. À la suite de ce départ, Lucasfilm a annoncé le 12 septembre 2017 que J. J. Abrams, déjà à l’œuvre sur Le Réveil de la Force, sera de retour pour réaliser ce nouvel opus. Le jour de la nomination d'Abrams, Walt Disney Studios échange les dates de sorties des films Aladdin, avancé au 24 mai 2019, et Star Wars, épisode IX, repoussé au 20 décembre 2019 ,.
À la suite de son renvoi, Trevorrow revient peu sur le projet lors d'interviews, afin de « ne pas affecter la façon dont les fans voient ces films ». En 2020, il qualifie toutefois son renvoi de « traumatisant ».
Le vaisseau TIE Echelon présent au parc d'attraction Star Wars: Galaxy's Edge est une des rares créations de Duel of the Fates à subsister officiellement.
Après sa fuite, le script du projet initial reçoit un accueil généralement favorable auprès des critiques et des fans. Duel of the Fates est en effet jugé, sur le papier, audacieux, surtout en comparaison avec l'épisode IX de J.J. Abrams,,.
John Boyega lui-même évoque le script avec enthousiasme, affirmant que le film aurait été « génial » notamment grâce à la représentation que le scénario aurait donné aux personnages de couleur.
Les fans vont jusqu'à adapter le script en bande dessinée et en version animée.

#### Mort de Carrie Fisher
La présidente de Lucasfilm a révélé en mai 2017 que, à la suite du décès avant tournage de l'actrice Carrie Fisher, qui devait reprendre son rôle de la princesse Leia dans l'épisode IX, le scénario du film a été repris de zéro, au vu de la grande importance de son rôle dans le scénario initialement prévu. Bien que son rôle ait été réduit, la princesse est bien présente grâce à des scènes non utilisées des épisodes VII et VIII.

### Attribution des rôles
En juillet 2018, Lucasfilm annonce être en discussions avec Keri Russell pour un rôle non déterminé. Quelques jours plus tard, Billy Dee Williams est confirmé pour incarner à nouveau Lando Calrissian, rôle qu'il avait tenu dans Star Wars, épisode V : L'Empire contre-attaque et Star Wars, épisode VI : Le Retour du Jedi.

### Tournage

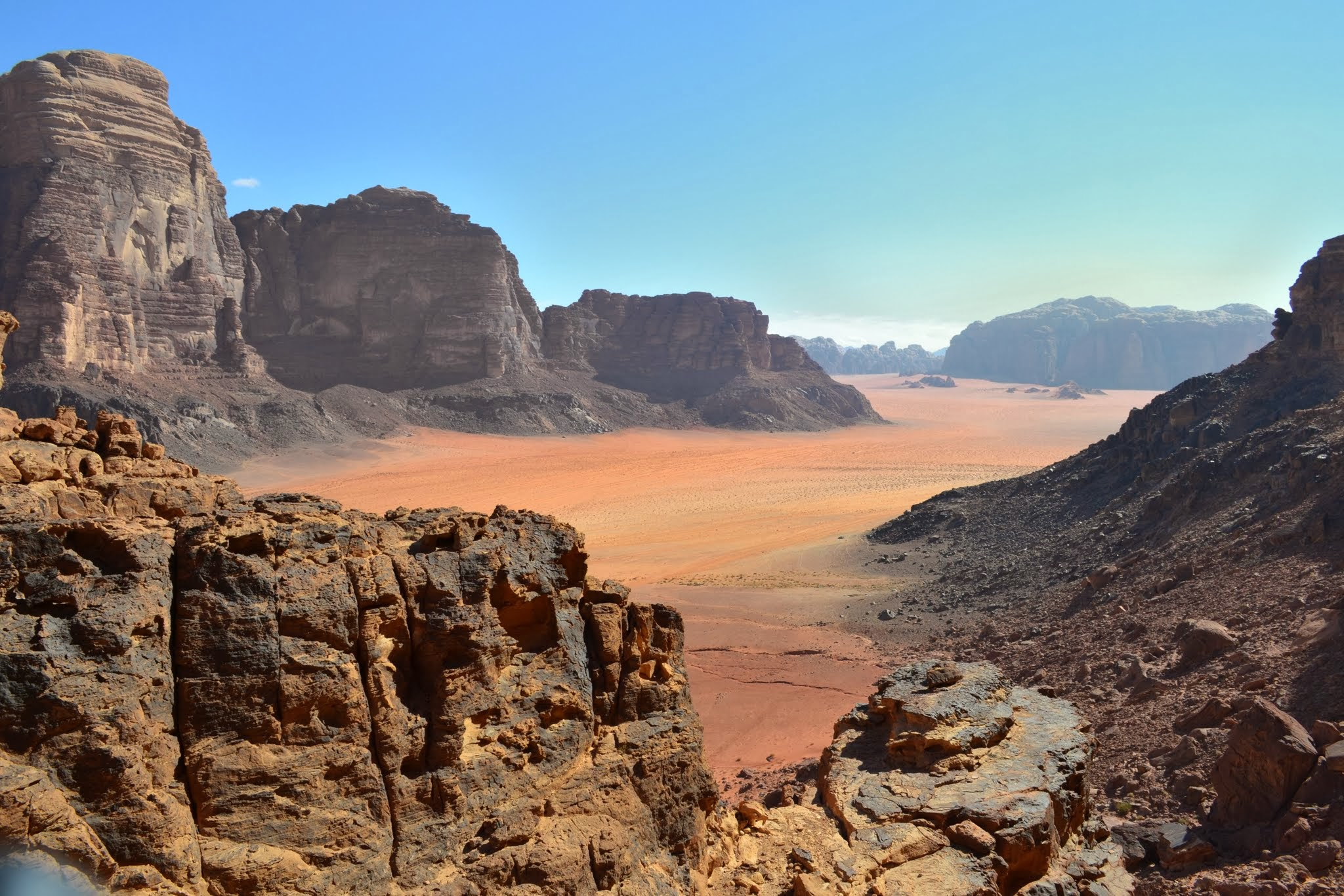
Le Wadi Rum en Jordanie.

Le tournage dure huit mois et se déroule du 1er août 2018 au 15 février 2019, notamment aux Pinewood Studios, près de Londres, ainsi qu'en Jordanie, notamment au Wadi Rum.

### Musique
Le compositeur John Williams compose à nouveau et pour la dernière fois la bande originale, après avoir travaillé sur les huit précédents épisodes de la saga.

## Accueil

### Promotion
Le 12 avril 2019 lors de la Star Wars Celebration, dans un panel animé par Stephen Colbert rassemblant une grande partie du casting, Lucasfilm dévoile la première bande-annonce du film ainsi que son titre anglophone : The Rise of Skywalker. Une incrustation à l'écran proclame : « la saga prend fin ». Le rire démoniaque d'un célèbre personnage de la saga retentit à la fin de la vidéo, celui de l'Empereur Palpatine / Dark Sidious, incarné à l'écran par l'acteur Ian McDiarmid,. À la suite de la diffusion de la bande-annonce, ce dernier monte d'ailleurs sur scène, prend la voix de Dark Sidious, et prononce la phrase Roll it again (« Jouez-la à nouveau », en parlant de la bande-annonce),,. J. J. Abrams se montre par ailleurs ravi que la présence de McDiarmid sur le plateau de tournage n'a jamais fuité, tout en confirmant « à 100 % » le retour de Palpatine dans The Rise of Skywalker. Dans une interview en 2017, Ian McDiarmid n'excluait pas de reprendre son rôle de Palpatine mais pensant plutôt à un film prequel tel Rogue One, ce qui fut un temps envisagé. Quelques jours plus tard le 16 avril 2019, le titre français, L'Ascension de Skywalker, est dévoilé sur les réseaux sociaux. En vingt-quatre heures, la bande-annonce est vue près de 111 millions de fois sur YouTube, soit 20 millions de plus que pour celle de Star Wars, épisode VIII : Les Derniers Jedi.
Une affiche et un nouveau teaser sont diffusés lors de la D23 en août 2019. Celui-ci déclenche des spéculations sur le destin de Rey, puisque les dernières images la montrent le regard dur, sous une capuche noire, dépliant un double-sabre laser rouge identique à celui utilisé par Dark Maul.
Une nouvelle affiche ainsi que la bande-annonce finale est diffusée le 21 octobre 2019.

### Sortie
Le 25 avril 2017, Walt Disney Studios annonce les sorties de plusieurs films dont Star Wars, épisode IX, prévu pour le 24 mai 2019,,.
L'arrivée en septembre 2017 de J. J. Abrams aux commandes de ce film, qui en reprend l'écriture et la réalisation, entraîne un report de sept mois de sa sortie au 20 décembre de la même année aux États-Unis.
La date de sortie française est confirmée pour le 18 décembre 2019.

### Box-office
| Pays ou région        | Box-office        | Date d'arrêt du box-office | Nombre de semaines |
| --------------------- | ----------------- | -------------------------- | ------------------ |
| États-Unis Canada     | 515 202 542 USD   | 19 mars 2020               | 13                 |
| France                | 5 911 207 entrées | 8 mars 2020                | 9                  |
| Total hors États-Unis | 561 819 830 USD   | 19 mars 2020               | 13                 |
| Total mondial         | 1 077 022 372 USD | 19 mars 2020               | 13                 |

### Critiques
En France, le film reçoit des critiques mitigées de la part de la presse et également des internautes, obtenant une moyenne presse de 3,1⁄5, et de 3,2⁄5 pour les critiques spectateurs sur Allociné trois mois après sa sortie. Il obtient la moyenne de 5,2⁄10 sur SensCritique, près d'un an après.

#### Critiques positives
GQ a beaucoup aimé le film et trouve que c'est une bonne conclusion à cette saga mythique : « L'Ascension de Skywalker conclut brillamment la saga intergalactique et ravira les fans les plus exigeants ».
Pour La Croix : « Le neuvième épisode de La guerre des étoiles est à la hauteur des attentes. L’Ascension de Skywalker conclut la plus passionnante des sagas de cinéma, dans un déluge d’action et de grands sentiments ».
Pour Paris Match : « L’Ascension de Skywalker en devient un space opéra certes traditionnel mais forcément passionnant, doublé d’un mise en scène autrement ample et solide qui s’illustre dans quelques séquences échevelées et visuellement magnifiques ».
Pour Rolling Stone : « N’y allons pas par quatre chemins, c’est un très beau feu d’artifice final. Sous le coup de l’enthousiasme, on se laisserait volontiers aller jusqu’à dire que ce Star Wars IX retrouve parfois et même souvent la fougue de la première trilogie ».

#### Critiques modérées
Pour Première : « Plutôt que de se brûler les ailes, Abrams calme clairement le jeu, et livre un Star Wars dans les clous, fournissant le fan service comme il faut, sans chercher à se frotter au mythe de face ».
Culture Box France Télévisions : « Si L’Ascension de Skywalker se voit avec plaisir, le film manque toutefois de rythme au fil de ses 2h22. Son meilleur atout est d’en finir avec la saga Skywalker pour passer, on le souhaite, à d’autres explorations de l’univers Star Wars ».
Les Cahiers du Cinéma : « Dans le marasme esthétique des blockbusters, Star Wars 9, qui vient clore la troisième trilogie, est une modeste réussite ».
Pour Mad Movies : « un film impressionnant mais malade, fragile mais plein de bonne volonté ».

#### Critiques négatives
L'Obs est déçu de ce dernier film. Pour l'hebdomadaire le film est bâclé : « Il est mené pied au plancher. Tout va vite, trop vite ».
Pour Écran large : « Reboot inavoué et cynique d'une trilogie désormais fondamentalement incohérente, L'Ascension de Skywalker n'a pour lui que l'énergie déployée par J. J. Abrams et la fantastique direction artistique dont Lucasfilm a le secret, tant cet épisode d'une platitude extrême préfère se complaire en facilités et reprises confortables plutôt que de raconter quelque chose ».
Film Actu : « On en ressort barbouillé, pas vraiment certain d'avoir aimé, ni d'avoir détesté pour autant. Mais en jouant la carte du fan service à tout prix, afin de faire oublier l'épisode précédent réalisé par Rian Johnson, J. J. Abrams perd son âme et nous prive du final que l'on rêvait tous de voir. Dommage ».
Pour Libération : « Presque malfaisant dans sa volonté de faire revenir tout le monde, vieilles carnes et morts compris, et de nous ramener sur les mêmes lieux - en ruines - de ces films « du bon vieux temps » qu’il est supposé conclure et ramasser dans un même mouvement, L’Ascension de Skywalker conclut moins la saga qu’il nous enjoint à (sic) retourner illico à son canon, dont il sait - il nous le raconterait presque - qu’il ne fera jamais partie, faute de la nécessaire étincelle d’une idée neuve ».
Pour Le Monde : « Rien n’a changé, mais tout est plus coloré, plus rapide, plus bruyant, plus compliqué aussi (...) parfois sans autre raison d’être que de faire durer encore un peu plus le film. Celui-ci finit, pourtant, laissant une impression d’épuisement qui n’augure pas grand-chose de bon quant au futur de la saga ».
Pour Télérama : « Malgré des moments très réussis, l’inventivité n’est pas au rendez-vous de cet ultime opus qu’on voulait forcément exceptionnel, et qui lorgne du côté de Game of Thrones ».
Pour L'Express : « On ne peut nier le talent de J. J. Abrams à la mise en scène de ce barnum. [...] Mais bon. On ne fonde pas un scénario sur des clins d’œil, mais sur des surprises, des ressorts narratifs originaux. Ce qui est loin d'être le cas ici ».

## Distinctions
Source : Internet Movie Database

### Nominations
- Oscars 2020 : 
  - Meilleur montage de son pour Matthew Wood
  - Meilleurs effets visuels
  - Meilleure musique de film
- BAFA 2020 :
  - Meilleurs effets visuels
  - Meilleur son
  - Meilleure musique de film